# مهدية (مقاطعة تشرداول)
مهدية (بالفارسية: مهدیه) هي قرية تقع في قسم هليلان الريفي (مقاطعة تشرداول) في إيران. يقدر عدد سكانها بـ 557 نسمة .